# تين إبري
تين إبري (الاسم العلمي:Ficus aculeata) هو نوع من النباتات يتبع جنس التين من الفصيلة التوتية.